# 中東の日本語教育
中東の日本語教育（ちゅうとうのにほんごきょういく、英語: Japanese language education in the Middle East）とは、日本語を母語としない中東及び北アフリカの学習者に対し、日本語でのコミュニケーション能力をつけさせることを指す。2011年以降は、eラーニングやIRODORIオンラインコース等のデジタル教材の整備により、学習機会が多様化している。

## 沿革
- 1964年にイスラエルの最初の日本語コースが始まった。エルサレム・ヘブライ大学人文学部東アジア学科日本語教育コース。
- 1969年に、在エジプト日本国大使館で日本語講座が開始された。
- 1974年にカイロ大学人文学部日本語日本文学科開設。国際交流基金から専門家派遣開始。
- 1979年にイスラエルの日本大使館で日本語講座が開設された（2002年まで）。
- 1979年に在シリア日本大使館主催の日本語講座が開講された（1999年まで）。
- 1986年、トルコの国立アンカラ大学に日本語講座が開設された。
- 1988年に在エジプト日本国大使館日本語講座にも国際交流基金からの日本語教育専門家が派遣開始。
- 1989年にイランのテヘラン大学外国語学部に第2外国語科目として日本語コースが開設された。
- 1991年に野村・バーレーン日本友好基金が日本語の夜間市民講座を開校した。
- 1991年、バーレーン大学で日本語講座が開設された（ただし、単位認定なし）。
- 1992年、トルコのラジオ・テレビアナトリア工業高校、イスタンブール商工会議所アナトリア商業高校で日本語講座が始まった。
- 1993年にトルコの国立チャナッカレ・オンセキズマルト大学で日本語講座が開設された。
- 1993年に青年海外協力隊の日本語教育隊員がヨルダン大学文学部へ派遣されたことにより、日本語講座が開設された。
- 1994年にエジプトのカイロ大学文学部日本語日本文学学科に大学院が開設された。
- 1994年にトルコ、カイセリ市のエルジェス大学で日本語講座が開設された。
- 1994年にイランのテヘラン大学外国語学部に日本語・日本文学科が設置された。
- 1994年にキング・サウード大学言語翻訳学部アジア言語学科に日本語専攻コースが開設された。
- 1995年にエジプトのカイロに国際交流基金カイロ事務所（現カイロ日本文化センター）が開設された。
- 1995年にシリアでホテル観光学校日本語コースが開設された（2000年まで）。
- 1995年にSSRC（シリア国立科学技術研究所）に日本語コースが開設された（1999年まで）。
- 1995年にシリアでアレッポ大学学術交流日本センターが開設された。
- 1996年ヨルダン大学の生涯学習センター(CCTSS)にJICAシニアボランティアが派遣されはじめた。目的はガイドの養成。
- 1998年に国際交流基金がカイロ事務所に日本語教育専門家を派遣開始。
- 1998年、アフリカ大陸初の日本語能力試験がカイロで実施された。
- 1998年、エジプトのカイロで成田アカデミーが日本語コース開始。
- 1998年、バーレーン大学の日本語講座で単位が認められるようになった。
- 1999年、エジプト日本語教師会および中東日本語教師連絡会が発足した。
- 1999年にシリアでダマスカス大学付属言語研究所・日本研究センターが開設された。
- 2000年にエジプトのアインシャムス大学で外国語学部日本語学科が開講した。
- 2000年にバーレーン大学に日本研究センターが設立され、同センターを拠点として日本語教育が始まった。
- 2001年にエジプト日本語教育振興会が発足し、在エジプト日本国大使館の日本語講座を引き継いだ。
- 2001年、レバノンのハリーリ・カナディアン大学で日本語講座が開講された（2004年まで）。
- 2001年にエジプトで中東日本語弁論大会が開催された。
- 2002年9月にシリアのダマスカス大学人文学部内に日本語学科が開設された。
- 2005年、レバノンのベイルート・セントジョセフ大学（Saint-Joseph University of Beirut）言語・翻訳研究所で慶應義塾大学からの留学生によって日本語講座が開講された。
- 2009年、ダマスカス大学付属言語研究所・日本研究センターが「ダマスカス大学付属言語センター・日本センター」と改称。
- 2004年にエジプトのアイン・シャムス大学外国語学部日本語学科が大学院を開設した。
- 2004年、トルコの中等教育機関、特に高校において第2外国語として日本語を選択できることが国家教育省により決定された。
- 2005年エジプトのミスル科学技術大学に言語翻訳学部日本語学科が開設された。
- 2006年から、トルコのイズミール工科大学、サバンジ大学、ファーティヒ大学、チャンカヤ大学などで、単位認定の選択科目として日本語コースが新規開講された。
- 2007年、エジプト日本語教育振興会を国際交流基金カイロ事務所が引き継ぎいだ。
- 2007年、トルコのチャナッカレ市の高校で単位認定で日本語講座が始まった。
- 2008年、国際交流基金カイロ事務所が「カイロ日本文化センター」に名称を変更した。
- 2008年、レバノンのベイルート・セントジョセフ大学に設立された学術交流日本センター（Japan Academic Center）が言語・翻訳研究所の日本語講座の運営を引き継いだ。慶應義塾大学の研究者が同センターの副所長、及び日本語教師を務めている。

## 地域別の概要

### エジプト
カイロ大学、アインシャムス大学などの高等教育を中心に日本語が教えられている。学校教育外でもカイロ日本文化センター、成田アカデミー、LCSEなどで日本語が教えられている。初中等教育では日本語教育は行われていない。2009年の調査では高等教育での学習者は640人、学校教育外の学習者数は396人である。
カイロ大学は博士号を持つエジプト人教員が中心で、研究者の養成に強い。アインシャムス大学は日本人の教師が中心で口頭能力の育成に強いという特徴がある。その他、学習者数が100を超える機関としてはミスル科学技術大学がある。
エジプトには日本からの観光客が多いので、ガイドなどへの就職を希望するものが多く、特に「学校教育外」で学習目的の調査では「今の仕事」を選択した学習者の割合は100%であった（複数回答）。
2011年の国際交流基金賞の日本語部門をカイロ大学文学部日本語日本文学科が受賞した。同学科長のカラム・ハリール博士は「エジプトの日本語教育とカイロ大学の歩み」という受賞記念講演を2011年10月13日に国際交流基金日本語国際センターで行った。
2013年にはエジプト南部のアスワン大学でも日本語学科が新設され、2017年時点では4名のJICAボランティアが授業を運営している。

#### エジプトにおける日本語能力試験（JLPT）
2011年までは国際交流基金カイロ日本文化センターで毎年12月に行われていた。2012年だけ7月実施となり、2013年度からは12月実施に戻る。

### トルコ
2009年の国際交流基金の機関調査ではトルコの日本語学習者数は1189人で、中東一の日本語教育大国である（土日基金文化センターの2010年の調査では1800人）。主な日本語教育機関はアンカラ大学、チャナッカレ・オンセキズ・マルト大学、エルジェス大学（カイセリ市）、土日基金文化センターなど。2010年のアンカラ日本語弁論大会はUstream史上初の日本語弁論大会のライブ中継となった。毎年「トルコ日本語教師会大会」が開かれ、活発な情報交換が行われている。

#### 主な高等教育機関
主な高等教育機関は以下のとおり（五十音順）
- アクデニズ大学（英語版）(アンタルヤ市)
- アナドル大学
- アンカラ大学
- イェディテペ大学
- イスタンブール工科大学
- イズミル経済大学
- イズミル工科大学
- エーゲ大学
- エルジェス大学
- コンヤ日本文化センター
- サバンジュ大学 (イスタンブール)
- セルチュク大学（コンヤ県）
- チャナッカレ・オンセキズマルト大学
- チャンカヤ大学
- ネヴシェヒル大学(ネヴシェヒル市)
- バルトゥン大学
- ヒッタイト大学（チョルム）
- ビルギ大学
- ビルケント大学
- ファーティヒ大学
- ボアズィチ大学
- ボゾック大学(ヨズガット市)
- ユズンジュ・ユル大学（Yüzüncü Yıl Universitesi）
- 中東工科大学

なお、アンカラ大学に修士課程、博士課程が開設されており、エルジェス大学には2009年より修士課程があるが、博士課程も現在申請中である。

#### トルコにおける日本語能力試験（JLPT）
毎年12月に日本語能力試験が実施されており、トルコ以外の中東諸国からも受験者が訪れている。国際交流基金カイロ日本文化センターのJLPTが2012年からは7月実施となったことにより、トルコとエジプト以外の国からの受験者は7月にはエジプト、12月にはトルコという選択ができるようになった。

### モロッコ
国際交流基金による2009年の調査では、モロッコの日本語機関数はラバト、カサブランカ、モハメディア、フェズの4箇所になっているが、最近、アガディールという南モロッコの都市でもJICA青年海外協力隊の青少年活動の隊員が日本語教育を中心とする活動を行っており、2011年のスピーチ大会にも朗誦の部、弁論の部、ともにアガディールの学習者が出場した。
これらの5都市の大学にそれぞれJICAから配属されている5名（前任と後任の重なりは除く）の他、ラバトの大学では少なくとも２名の日本語教師が存在している。大学以外にラバト市内には民間の日本語学校が存在し、そこには上記以外の日本語教師が授業を行っている。2009年の調査に比べると2倍以上の拡大傾向にある。
近年は民間の日本語学校の開設も進み、ラバト（Bridge）、フェズ(さくら）、アガディール（LIAL）などに存在が確認されている。フェズの「さくら日本語学校」は2011年のモロッコ日本語スピーチコンテストの優勝者が大会の後に共同経営者を見つけて開設したものである。
2011年4月23日と2012年4月21日にモロッコ日本語スピーチ大会が開催され、Ustreamで世界に中継された。

### イスラエル
公教育ではテルアビブ大学、ヘブライ大学、ハイファ大学、バル・イラン大学の4機関で日本語教育が行われている。
一般講座としては、オープンユニバーシティ、ティコティン日本美術館などが成人教育を行なっており、民間ではベルリッツが不定期に日本語も扱っている。
2012年に初めて日本語能力試験（JLPT)が実施された。

### イラン
1994年にテヘラン大学で日本語専攻課程が開始され、2008年に大学院が開設された。同大学では公開講座でも成人を対象に日本語講座を開設している。2011年5月31日にテヘラン大学で日本語日本文化に関する初めての国際会議が開催された。
2012年12月に初めて日本語能力試験（JLPT）が実施され、以後7月と12月の年2回開催に拡大している。

### シリア
「アラブの春」と呼ばれる民主化運動による混乱で中断されるまで、ダマスカス大学とアレッポ大学で日本語教育が行われていた。日本語専攻学部があったのはダマスカス大学で、アレッポは1995年に設立されたアレッポ大学学術交流日本センターで公開講座が開かれていたが、アレッポ大学は2010年に学部に専攻課程を持たないまま、大学院に日本研究修士課程を開設した。
民主化運動による政情不安で、2011年4月21日にJICAの協力隊員が退避帰国した。28日には国際交流基金からシリアに派遣されていた上級専門家と専門家も日本に退避し、その後、治安が回復しなかったため任期短縮となった。現在も派遣再開の目処は立っていない。

### ヨルダン
ヨルダンで組織として日本語教育を行っているのはヨルダン大学外国語学部アジア言語学科の選択科目と、JAAJ（JICA研修員同窓会。「ジャージ」と発音）一般講座とスマイヤ王女工科大学の三カ所のみであり、日本語専攻コースは存在しない。
ヨルダン大学に配属されているJOCV隊員２名がJAAJでも教えており、日本から公的に派遣されている教師は他にはいない。その他、JAAJでは日本語教育の経験のある商社駐在者の夫人も日本語を教えている。国際交流基金の日本語指導者養成プログラムで修士をとった現地教員も積極的に活動している。
人数はヨルダン大学の選択科目が15名程度、JAAJの一般講座は現在約80名と、組織での学習者は100名弱となっている。
到達レベルはヨルダン大学選択科目が『みんなの日本語』15課まで、JAAJ一般講座が3年かけて初級修了とのことである。その他に個人学習も行われており、駐在夫人などが個人的に日本語を教えている。
現在ヨルダンで行われている日本語教育は選択科目と一般講座のみであり、日本語を専攻している学習者は存在しない。
毎年春に日本語弁論大会が開かれており2011年4月と2012年5月の大会ではUSTREAMにより全世界に中継された。
スマイヤ王女工科大学（PSUT)で日本語講座が開講されることになった。ヨルダン大学とJAAJに継ぐ、同国三番目の日本語学習機関の誕生である。
ヨルダンでは他にアンマンのBalqa Applied Universityや、ヨルダン大学アカバ分校などが日本語教育の意向を示しており、イヌビット市のヤルマーク大学でも日本語教育を開始する可能性があるとのことである。

### イエメン
「アラブの春」政情不安により、唯一の「日本イエメン友好協会」の日本語教室が長く休止していたが、2012年より再開している。

### チュニジア
唯一の日本語教育機関であるブルギバスクールでは、政変にもかかわらず6月に無事に期末試験を終え、年度が終了した。「11月7日大学」などの高等教育機関で日本語教育を開始したいとの要望が現地の日本公館に寄せられている。

### カタール
2006年11月からアル・ヤバーン女子学校と教育省付属語学センターの成人向けクラスで日本語教育が行われていたが、2010年に終了した。
2010年からカタール日本語教師会(JALTAQ)が活動している。
2010年から空港職員養成などを目的としてQatar International Academy for Security Studies（QIASS）が日本語教育を行なっている。
2011年3月1日にQatar Eastern Language Centerが東健太郎と小桜真未（まさみ）夫妻によって設立された。
http://www.facebook.com/QatarELC
2012年現在、ベルリッツランゲージセンターでも駐在婦人などを雇った日本語教育が行われている。
カタール最高教育評議会は試験的に2012年度からインディペンデント・スクールの高学年で日本語教育を選択科目として導入することを決定し、ターリク・ビン・ズィヤード高校が実施校として承認されている。同校のマンナーイー校長は2008年6月-7月に日本の国際交流基金のプログラムにて日本を訪問しており、このプログラムの成果として現地の中等教育機関で日本語教育が始まったといえる。
2013年、東夫妻の転居にともない、QELCは閉校になった。

### サウジアラビア
キング・サウード大学言語翻訳学部で1994年に日本語コースが開講された。
現在は、世界最大の女子大学と言われているプリンセス・ヌーラ女子大学が日本語学科開設のために積極的に動いている他、キング・サウード大学の女子部でも日本語教育を始める意向を示している。

### バーレーン
学生と治安部隊の衝突によりバーレーン大学の日本語講座は2011年4月に中断したが、その後再開している。市民講座と企業派遣の日本語コースも継続して実施されている。2013年より、国王の意向によりバーレーン大学などの日本語教育は大幅に時間数などが増やされる予定である。

### クウェート
クウェート大学生涯学習センターで、クウェート人と結婚している日本人女性2名が授業を担当している。2012年5月15日の第6回日本語スピーチコンテストがUSTREAMで中継され、同種のイベントしては史上初めてオンライン投票が実施された。

### アラブ首長国連邦
2021年調査ではUAEは10機関、28名の教師、598名の学習者を擁し、中東地域で3番目の規模を示している。2007年以降、大学のジャパン・クラブ等での日本語講座が継続的に実施されており、UAE大学、ザーイド大学、アブダビ大学等で授業が展開されている。

## 最近の動向
- 2021年調査で、中東13か国の日本語教育機関数は82機関、教師数203名、学習者数6,030名に達し、その約半数をトルコが40機関、97名、3,305名で占めた[7]。
- 『いろどり 生活の日本語』を活用したオンラインコースは11言語で提供され、世界中の学習者が自学自習できる環境を提供している[8]。
- 中東地域のオンライン授業実施率は90.2%に達し、世界平均の63.1%を大きく上回っている[9]。